# Route nationale 50
La route nationale 50 (RN 50 o N 50) è stata una strada nazionale francese che partiva da Arras e terminava a Bercu.

## Percorso
Fino al 2006 collegava Arras a Douai passando per Saint-Laurent-Blangy e Vitry-en-Artois: questa strada fu declassata a D950 nel Passo di Calais ed a D650 nel dipartimento del Nord. Fino agli anni settanta continuava oltre Douai in un tratto condiviso con l’originaria N17 (oggi D917) seguendo ancora la Scarpe fino a Râches. Poco dopo si divideva dalla N17, serviva Orchies e terminava in corrispondenza del confine belga subito dopo Bercu, frazione del comune di Mouchin.